# 겸백면
겸백면(兼白面)은 대한민국 전라남도 보성군의 면이다.

## 행정 구역
- 남양리(南陽里)
- 도안리(道安里)
- 사곡리(沙谷里)
- 석호리(石湖里)
- 수남리(水南里)
- 용산리(龍山里)
- 운림리(雲林里)
- 은덕리(隱德里)
- 평호리(平湖里)